# Liste der Lokomotiven der k.u.k. Heeresbahn
Die Liste der Lokomotiven der k.u.k. Heeresbahn bietet eine Übersicht über die Lokomotiven der k.u.k. Heeresbahn (k.u.k. HB).

## Normalspurlokomotiven (Spurweite 1435 mm)
| - 710 - 810 - 328 - 40 | - 146 - 860 - 161 - 62 | - 164 - 370 - 274 - 275 | - 578 - 678 - 680 |

## Schmalspurlokomotiven (Spurweite 760 mm)
| - 198 - 245 - 510 - 610 - 662 - 2001–2004 - 2101–2132 - 2201–2202 - 2233 - 2253 - 2434, 2436 - 2622, 2624 - 3001–3003 | - 3052–3056 - 3077 - 3101–3103 - 3151–3155 - 3201 - 3251 - 3273, 3274 - 3301 - 3351 - 3401 - 3451 - 3501–3506 - 3551–3552 | - 3601–3604 - 3701–3710 - 4001–4021 - 4051–4061 - 4101–4109 - 4151–4157 - 4201 - 4251–4252 - 4301 - 4351 - 4401 - 4451 - 4501–4506 | - 4717 - 4916 - 5001 - 5229 - 5882–5883 - 6001–6046 - 6101–6104 - 6788 - 7196 - 7255 - 10828 - 13410 - ALFENZ - O&K 193 |

## Lokomotiven der k.u.k. Feldbahnen (Spurweite 700 mm)
| - 1 - 2 - 3 - 4 - 6 | - 1.01–06 - 2.01 | - 3.01–24 | - 4.01–27 |

## Lokomotiven der k.u.k. Heeres-Rollbahnen (Spurweite 600 mm)
| - R IIa - R IIIa | - R IIIb - R IIc | - R IId | - R IIIc.4 | - R IIId |  |